# Vela als Jocs Olímpics d'estiu de 1920 - 12 peus
Els 12 peus va ser una de les catorze proves de vela que es van disputar al camp de regates d'Oostende durant els Jocs Olímpics d'Anvers de 1920. Hi van prendre part 5 navegants repartits ens dos vaixells en representació d'un únic país. La primera regata es va disputar el 7 de juliol de 1920 i la darrera el 3 de setembre de 1920.

Vaixell de 12 peus

Aquesta va ser la primera vegada i única que una prova de vela olímpica es va celebrar fora del país organitzador. La segona regata va haver de ser cancel·lada i en no tenir temps els participants per tornar a navegar aquella setmana, els organitzadors van reprogramar les dues curses restants per al 3 de setembre. En ser neerlandesos els dos iots participants, aquests van demanar al Comitè Olímpic Holandès que organitzés la cursa a Amsterdam. Pel Beatrijs III, Cornelis Hin va dirigir les dues primeres regates, mentre Frans Hin va dirigir les dues regates a Amsterdam.

## Medallistes
| Or                                                               | Plata                                                        | Bronze |
| Països Baixos · Beatrijs IIIJohan Hin · Cornelis Hin · Frans Hin | Països Baixos · BoreasArnoud van der Biesen · Petrus Beukers |        |

## Resultats finals
| Posició | Tripulació                           | Iot                          | Regata I | Regata I | Regata II | Regata II | Regata III | Regata III | Regata IV | Regata IV | Final |
| Posició | Tripulació                           | Iot                          | Pos.     | Punts    | Pos.      | Punts     | Pos.       | Punts      | Pos.      | Punts     | Punts |
| ------- | ------------------------------------ | ---------------------------- | -------- | -------- | --------- | --------- | ---------- | ---------- | --------- | --------- | ----- |
| 1       | Cornelis Hin Frans Hin Johan Hin     | Països Baixos · Beatrijs III | 2        | 2        | CAN       | 0         | 1          | 1          | 1         | 1         | 4     |
| 2       | Arnoud van der Biesen Petrus Beukers | Països Baixos · Boreas       | 1        | 1        | CAN       | 0         | 2          | 2          | DNF       | 2         | 5     |